# Nancy Drew: Legend of the Crystal Skull
Nancy Drew: La leyenda de la calavera de cristal es la 17.ª entrega de la serie de juegos de aventuras point-and-click Nancy Drew de Her Interactive. Está disponible para jugar en plataformas Microsoft Windows. Tiene una clasificación ESRB de E por momentos de violencia leve y peligro. Los jugadores asumen la perspectiva en primera persona de la detective amateur ficticia Nancy Drew y deben resolver el misterio interrogando a los sospechosos, resolviendo acertijos y descubriendo pistas. Hay dos niveles de juego, el modo detective junior y el modo detective senior, cada uno ofrece un nivel de dificultad diferente de acertijos y pistas; sin embargo, ninguno de estos cambios afecta la trama del juego. El juego está basado vagamente en el libro The Mardi Gras Mystery (1988).

## Trama
Nancy Drew se va de vacaciones a Nueva Orleans con su mejor amiga, Bess Marvin. Como favor, se detiene para ver cómo está el amigo de Ned Nickerson, Henry Bolet. El último miembro vivo de la familia de Henry, su tío abuelo Bruno, murió recientemente y le dejó a él responsable de administrar el patrimonio. Tan pronto como Nancy llega, es noqueada por alguien que viste un disfraz de esqueleto, y pronto descubre que Bruno era el orgulloso dueño del «Susurrador», una calavera de cristal que se rumorea que protege a su poseedor de casi cualquier causa de muerte, excepto el asesinato. Cuando Bruno murió, no lo encontraron entre el desorden de la mansión Bolet. Nancy se asocia con Bess para encontrar el artefacto místico antes de que caiga en las manos equivocadas.

## Desarrollo

### Personajes
- Nancy Drew - Nancy es una detective aficionada de 18 años de la ciudad ficticia de River Heights en Estados Unidos. Ella es el personaje jugable principal del juego, y el jugador resuelve partes del misterio desde su perspectiva.
- Bess Marvin - Bess es una de las mejores amigas de Nancy. Ella siempre ha estado ayudando a Nancy a resolver misterios. Sin embargo, las intenciones de Bess para el viaje eran relajarse bajo el sol. En lugar de eso, termina trabajando con Nancy. Bess también es un personaje jugable, y el jugador resuelve partes del misterio desde su perspectiva.
- Henry Bolet - Los padres de Henry murieron cuando él era joven y fue enviado a vivir con su tío abuelo Bruno. Bruno nunca pasó mucho tiempo con Enrique, pero le dejó una parte considerable de su patrimonio. Emocional y astuto, podría haber planeado controlar los bienes y secretos de su último pariente vivo.
- Renée Amande/Armande - Renée era la ama de llaves de Bruno Bolet. Como pasa tanto tiempo en su presencia, conoce muchos de sus secretos: secretos oscuros que él no quería que nadie supiera, pero que otros habrían matado por descubrir. Podría haber recurrido al asesinato para poseer el cráneo místico.
- Lamont Warrick - Lamont es el orgulloso propietario de Zeke's, una colorida tienda de curiosidades llena de productos inusuales y eclécticos. Él siempre está buscando tesoros entre la basura de otras personas. Le gusta adquirir objetos preciosos, antigüedades auténticas y piezas invaluables. La calavera de cristal le resultaría muy atractiva.
- Dr. Gilbert Buford - El Dr. Buford encontró el cuerpo inconsciente de su amigo, Bruno Bolet, y declaró que no era necesaria ninguna autopsia. Como confidente de Bruno, sabía que éste poseía un artefacto místico que creía que le daba la inmortalidad.

### Elenco
- Nancy Drew - Lani Minella
- Bess Marvin - Jennifer Pratt
- Ned Nickerson - Scott Carty
- Lamont Warrick - Jason Sharp
- Gilbert Buford - Keith Dahlgren
- Renée Amande - Walayn Sharples
- Henry Bolet - Brian Neel
- La profesora Beatrice Hotchkiss - Keri Healey
- Autenticador / Voces adicionales - Scot Kirk
- Voces adicionales - Leslie Wadsworth[3]

## Recepción crítica
IGN le otorgó un 7,5 sobre 10, destacando los entornos detallados, los personajes bien modelados y el buen doblaje, con rompecabezas interesantes pero difíciles. Sin embargo, el sistema de movimiento (hacer clic en las flechas) y la animación de giros bruscos fueron criticados, y no recibió una calificación alta en cuanto a atractivo duradero. Commonsensemedia le dio una calificación de 5/5, considerándolo un misterio gratificante. Los Gameboomers recomendaron el juego, aunque criticaron su difícil minijuego de machacar botones. La revista Adventure Gaming Magazine consideró que era una decepción en comparación con sus predecesores de la serie, que presentaban «rompecabezas con temas ingeniosos, bandas sonoras cautivadoras y personajes divertidos». Gamezone consideró que era uno de los mejores juegos de la serie y lo elogió por fomentar el juego cooperativo. Adventure Gamers dijo que era «posiblemente el mejor juego de la serie».